# نيكولاس لازو
نيكولاس لازو (16 أبريل 1995 في الأرجنتين - ) (بالإسبانية: Nicolás Lazo)‏ هو لاعب كرة طائرة الأرجنتين في مركز ضارب خارجي ‏. لعب مع UPCN Vóley Club ‏.

## وصلات خارجية
- نيكولاس لازو على موقع الاتحاد الأوروبي (الإنجليزية)
- نيكولاس لازو على موقع عالم الكرة الطائرة (الإنجليزية)